# 春申高压线事件
春申高压线事件又称新龙华高压线事件，是2007年11月上海市闵行区春申塘北岸部分小区内，因扩建22万伏（220kV）新龙华变电站进线引发的示威游行和警民冲突事件。冲突中总共有12人被警方带走训诫，电网方面在警方保护下仍然完成架空线施工。该事件也引发了对于电磁辐射相关知识科普不足以及决策体制缺乏信息公开的讨论。

## 规划和前置手续
春申塘北岸的高压线走廊为1995年上海市城市规划研究院编制，规划有三条220kV走廊，控制宽度100米，次年获批，电力公司随即建设其中一条。电力黄线内的100米宽度地面设置绿化，但后来居民小区建设时大都将这些绿化圈进小区范围。2004年电力公司计划续建第二条线路，上海市规划局基于居民小区的情况建议电力公司修改方案，在已有电塔上增加塔高和电缆数量实现扩容，以免进一步靠近居民区，电力公司同意了该方案。2006年8月电力公司两次发布公告，就扩建项目征求居民意见，立即收到居民“扩建线路危害健康”的反对意见，要求电缆改为地下埋设；9月规划局向居民解释了方案变更后扩建线路不会比现有线路更靠近居民区一事，居民对此不认可。虽然当年3月开始实施的《环境影响评价公众参与暂行办法》中已经有对于公众参与程序的规定，但是11月上海市环保局仍然在未进行公众参与程序的情况下直接批复（沪环保许管（2006）1508号）了华东电力设计院（同属国家电网公司）编制的该项目环评报告。居民方面既没有得到进一步信息，也没有看到项目动工，误认为项目搁置。

## 事件经过
2007年9月29日，电力公司在尚未取得建设工程规划许可证的情况下试图违规开工，受到百余居民阻挠，两个新浇筑塔基被人为破坏。10月2日闵行区政府基于中共十七大维稳需求叫停工程，9日居住于沿线小区内的一名律师试图起诉电力公司，但法院不予立案。11月16日中共十七大会期结束后电力公司再次试图施工未果，18日上午约有300余名居民集体前往市政府上访被阻，警方带走了其中6人进行训诫；下午由闵行区信访办组织调解，居民方面坚持要求高压线入地，电力公司以“技术原因”拒绝，谈判破裂。11月25日晚，施工机械再次在周边道路集结，26日凌晨电力公司绕过正门，用挖掘机将围墙推倒强行进入万科假日风景小区，随即在约300名警力保护下开始施工。26日晚，约1000名居民聚集在万科小区现场，拉开施工围挡阻止施工，现场失控，部分居民使用石头和砖块攻击民警，警方还使用了辣椒水、催泪瓦斯和高压水炮。事件中有人被砖块砸伤，警方带走训诫了6人。此后数日每日仍有数百人在周边进行游行，警方则删除了所有涉及此事的bbs论坛帖子。

## 后续
《财经》杂志、《瞭望》杂志都报道了此次事件。《瞭望》杂志将此事归咎于科普不足，导致居民对电磁辐射产生恐慌。《财经》杂志引用世界卫生组织同年6月公布的《极低频场环境健康准则》表示，高压线产生的50Hz频率电磁场对健康并无明显影响，事件引发激烈冲突的原因更多是“决策体制的原因”，电力部门回避电磁辐射问题、规划和环保部门缺乏信息公开、房产商隐瞒高压线规划，导致居民难以信任官方解释，而是听信网络传言，事件暴露出相关制度仍需要进一步改进。
2016年与此段高压线同线位的轨道交通机场联络线公示期间也发生了居民游行的事件，而本次高压线事件未得到妥善处理、居民对事件结果的不满实际上也是引发抗议的原因之一。